# Sympodium fuliginosum
Sympodium fuliginosum är en korallart som beskrevs av Ehrenberg 1834. Sympodium fuliginosum ingår i släktet Sympodium och familjen Xeniidae. Inga underarter finns listade i Catalogue of Life.